# Como (Texas)
Como è un comune (town) degli Stati Uniti d'America della contea di Hopkins nello Stato del Texas. La popolazione era di 702 abitanti al censimento del 2010.

## Geografia fisica
Secondo lo United States Census Bureau, la città ha una superficie totale di 2,87 km², dei quali 2,86 km² di territorio e 0,01 km² di acque interne (0,27% del totale).

## Società

### Evoluzione demografica
Secondo il censimento del 2010, la popolazione era di 702 abitanti.

### Etnie e minoranze straniere
Secondo il censimento del 2010, la composizione etnica della città era formata dal 77,35% di bianchi, l'1,14% di afroamericani, l'1,28% di nativi americani, lo 0,28% di asiatici, lo 0% di oceanici, il 17,95% di altre razze, e l'1,99% di due o più etnie. Ispanici o latinos di qualunque razza erano il 26,92% della popolazione.